# 汉口乐善堂
汉口乐善堂（日语：かんこうらくぜんどう）日本明治时期，荒尾精在岸田吟香和伊集院五郎的资助下于1884年在中国汉口成立的乐善堂分店，主要经营眼药水、书籍、杂货，也是荒尾精在中国大陆进行调查活动的基地。早期成员有宗方小太郎。